# Podlesie (gromada w powiecie włoszczowskim)
Podlesie – dawna gromada, czyli najmniejsza jednostka podziału terytorialnego Polskiej Rzeczypospolitej Ludowej w latach 1954–1972.
Gromady, z gromadzkimi radami narodowymi (GRN) jako organami władzy najniższego stopnia na wsi, funkcjonowały od reformy reorganizującej administrację wiejską przeprowadzonej jesienią 1954 do momentu ich zniesienia z dniem 1 stycznia 1973, tym samym wypierając organizację gminną w latach 1954–1972.
Gromadę Podlesie z siedzibą GRN w Podlesiu utworzono – jako jedną z 8759 gromad na obszarze Polski – w powiecie włoszczowskim w woj. kieleckim, na mocy uchwały nr 13l/54 WRN w Kielcach z dnia 29 września 1954. W skład jednostki weszły obszary dotychczasowych gromad Celiny, Konstantynów, Skrajniwa i Podlesie ze zniesionej gminy Lelów w tymże powiecie. Dla gromady ustalono 13 członków gromadzkiej rady narodowej.
31 grudnia 1961 do gromady Podlesie przyłączono wieś Drochlin, przysiółki Ostrów i Niwka, osadę młyńską Wydartuchy oraz tereny byłego folwarku Drochlin ze zniesionej gromady Drochlin.
Gromada przetrwała do końca 1972 roku, czyli do kolejnej reformy gminnej.